# Typhlocharis paulinoi
Typhlocharis paulinoi é uma espécie de insetos coleópteros pertencente à família Carabidae.
A autoridade científica da espécie é A. Serrano & Aguiar, tendo sido descrita no ano de 2006.
Trata-se de uma espécie presente no território português.